# Vittore Ugo Righi
Vittore Ugo Righi (ur. 23 marca 1910 w Gualdo Tadino, zm. 28 kwietnia 1980) – włoski duchowny rzymskokatolicki, arcybiskup tytularny, dyplomata papieski.

## Biografia
24 czerwca 1933 otrzymał święcenia prezbiteriatu.
W 1959 papież Jan XXIII mianował go internuncjuszem apostolskim w Iranie oraz 14 października 1961 arcybiskupem tytularnym biltyjskim. 8 grudnia 1961 przyjął sakrę biskupią z rąk prowikariusza generalnego Rzymu kard. Luigiego Traglii. Współkonsekratorami byli arcybiskup tytularny nicejski Ilario Alcini oraz rektor Papieskiej Akademii Kościelnej abp Giacomo Testa.
1 lutego 1964 papież Paweł VI mianował go nuncjuszem apostolskim w Paragwaju. W 1967 został pracownikiem Sekretariatu Stanu i w tej dykasterii pracował do śmierci 28 kwietnia 1980.
Jako ojciec soborowy wziął udział w soborze watykańskim II (z wyjątkiem trzeciej sesji).